# Вишово
Вишово или Вишево (на македонска литературна норма: Вишово) е бивше село в община Охрид на Северна Македония.

## География
Вишово е било разположено северозападно от Охрид, в планината на пътя към Струга, в землището на село Оровник в посока Долно Лакочерей над местността Кулище. Местността се нарича от местното население Вишо (от Вишево > Вишово > Вишоо > Вишо).

## История
Селото е регистрирано в турски документи от края на XVI век. В османски обширен дефтер за Охридска нахия от 1582 – 1583 година името на селото е Вишешево (а във второто издание на дефтера Вишово) и в него има 31 християнски семейства и 11 неженени лица.
В XIX век селото е чисто българско. В „Етнография на вилаетите Адрианопол, Монастир и Салоника“, издадена в Константинопол в 1878 година и отразяваща статистиката на населението от 1873 година Вишу (Vichou) е посочено като село с 6 домакинства и 22 жители българи.
Според статистиката на Васил Кънчов („Македония. Етнография и статистика“) от 1900 година Вишово (Вишоо) е населявано от 18 жители, всички българи.
На Етнографската карта на Битолския вилает на Картографския институт в София от 1901 година Долно Гъбавци (Вичево) е чисто българско село в Охридската каза на Битолския санджак с 3 къщи.
В началото на XX век цялото население на Вишово е под върховенството на Българската екзархия. По данни на секретаря на екзархията Димитър Мишев („La Macédoine et sa Population Chrétienne“) в 1905 година във Вишево (Vichevo) има 16 българи екзархисти.